# يوم عاقل
يوم عاقل احد أيام العرب في الجاهلية، لبني حنظلة من تميم على هوازن، وحدث ذلك اليوم في وادي عاقل.

## وادي عاقل
أما عاقل فهو واد واسع يجري من جنوب الرس باسم «وادي النساء» متجها نحو الشرق وعندما يصل إلى العبيل جنوب شرق الرس متصلاً بوادي الإرطاوي يتسع ويسمى «بطن عاقل»، ووادي عاقل في الجاهلية لبني أبان بن دارم.

## مقدمات
كان الصمة حضر الموسم في عكاظ، فقدم الصمة وأبو مرحب ثعلبة بن حصبة بن أزنم بن ثعلبة بن يربوع، عند حرب بن أمية، فقدّم إليهما سويقا وتمرا، فجعل الصمة يأكل ويلقي النوى بين يدي ثعلبة، فقال: ويحك يا ثعلبة، أكلت التمر كله؛ أما ترى النوى بين يديك؟! فقال له ثعلبة: إني كنت ألقى النوى، وأنت تأكل التمر بنواه، فلذلك عظم بطنك. فقال الصمة: إنما عظم بطني دماء قومك يقصد الجعد بن الشماخ وكان قد أسر الجعد الصمة في يوم الصمتين. فقال أبو مرحب: ما فخرك برجل أسرك ومن عليك ثم أتاك مستثيبا فقتلته؟ إن لله على أن لا أراك في غير هذا الموضع إلا قتلتك أو مت دونك! فافترقا.

## المعركة
غزا الصمة بني حنظلة من تميم، فهزموه وأسروه هو وابنه ورجالٌ من أصحابة وأما الصمة فأسره الحارث بن بيبة الدارمي فعفا عنه، فقال الصمة للحارث بن بيبة: سربى في بلادك حتى أفتدي أصحابي. وكانت الحجرة لبني رياح بن يربوع، إليها تجتمع بنو حنظلة في أمورها، فجاء الحارث مردما الصمة حتى إذا نزل رآه أبو مرحب، فدخل بيته واشتمل على السيف، ثم خرج والناس غافلون، فضرب به بطن الصمة فقتله. وأما ابن الصمة معية أسره ابن الذهوب رجل من بني أسد وكان مع ابن أخت له يقال له مرارة بن شداد، من بني عمرو ابن يربوع.
فقال الصمة قبل قتله وقد أثيب وهو يكيد بنفسه:
ألا أبلغ بني ومن يليهم\\فإن بيان ما يبغون عندي 
ألا أبلغ بني جشم رسولا\\بما فعلت بي الجعراء وحدي
اذم العاصيين وإن جاري\\من البيبات لا يوفي بزند
قتلتم جاركم استاه نيب\\مرملة بها القطران حرد
وعلى أثر ذلك كاد أن يقع بين بني دارم بن مالك بن حنظلة وبني يربوع بن حنظلة قتال شديد فبعد أن قتل الصمة صاح الحارث: يال دارم! قتل أسيري في يدي! فثارت يربوع ودارم، فخافوا القتال، فقام رجل من بني عرين بن ثعلبة، يقال له مصعب بن أبي الخير، فقال: يا بني مالك، هذه يدي بجاركم، فهي لكم وفاء. فقال راجز بني مالك:
نحن أبأنا مُصعباً بالصِّمَّهْ\\كِلاهُما شيخٌ قليلُ اللِّمَّهْ 
فقالت بنو يربوع: خذوا مُعية فأدّوه مكان أبيه. فكلّموا ابن الذهوب في معية فأبى عليهم. فأتوا ابن أخته فكلّموه فأبى عليه. فقال: أغيروا عليّ وعليه، وخذوا معية ومالي، وعليّ رضاه. ففعلوا فأخذوا معية، فأعطوه الحارث بن بيبة، وأعطى مرارة خاله سبعين بكرة وجارية بيضاء مولّدة، فذلك قول جرير:  
ومِنّا الذي أبلَى صُدَيَّ بنَ مالِكٍ\\ونَفَّرَ طيراً عن جُعَادَةَ وقُعَّاضا
وقال جرير أيضاً في قتل يربوع الصمة:
ونحنُ ضربنا جارَ بَيْبَةَ فانتهى\\إلى خَسْفِ محكوم لهُ الضَّيْمُ راغِمِ

## التشابه
وقد ذكر الميدائي في مجمع الأمثال كان يوم عاقل بين بني حنظلة من تميم وبين خثعم.